# Миттеркирхен (Махланд)
Миттеркирхен (Махланд) (нем. Mitterkirchen im Machland) — ярмарочная коммуна (нем. Marktgemeinde) в Австрии, в федеральной земле Верхняя Австрия. 
Входит в состав округа Перг.  Население составляет 1701 человек (на 31 декабря 2005 года). Занимает площадь 29 км². Официальный код  —  41112.

## Политическая ситуация
Бургомистр коммуны — Антон Айхингер (СДПА) по результатам выборов 2003 года.
Совет представителей коммуны (нем. Gemeinderat) состоит из 19 мест.
- АНП занимает 10 мест.
- СДПА занимает 9 мест.